# 大村桂巌
大村 桂巌（おおむら けいがん、1880年（明治13年）2月10日 - 1954年（昭和29年）10月2日）は日本の教育者、浄土宗の僧侶。大日本帝国の陸軍士官学校の教授、芝中学校・高等学校の第5代校長、大正大学の第11代学長などを務めた。

## 生涯
1880年（明治13年）2月10日、滋賀県愛知郡葉枝見村三ツ谷（現在の滋賀県彦根市）常光寺住職の父・哲誉上人、母・琴鶴の長男として生まれる。幼名は里磨。
里磨は得度となし、桂巌と改名し、浄士宗の中学及び大学を卒業したのち、内地留学生に特選され東京都へ移り明治43年に東京帝国大学哲学科教育学を卒業。
その後、陸軍士官学校の教授、芝中学校・高等学校の第5代校長、大正大学の第11代学長などを務めた。
陸軍士官学校では永年の勤務の功により高等官三等に序せられ、教え子には三笠宮崇仁親王がいる。1954年（昭和29年）10月2日、東京都新宿区で死没。享年74歳。墓は東京都杉並区の東運寺にある。

## 経歴
- 1910年：東京帝国大学哲学科教育学を卒業。
- 1911年：浄土宗第五教区宗学校長、尼衆学校長、浄土宗専門学校講師を兼任。
- 1912年：東山小学校長。
- 1916年：淑徳高女教頭、千代田女子専門学校講師を兼任。
- 1925年：宗教大教授、陸軍教授に補せられ陸軍士官学校附となる。
- 1926年：翌年宗教大が大正大学と改称し同大教授に就任。
- 1931年：三井清泉学寮幹事長に就任。
- 1937年：陸軍教授を退任して芝中学校の第5代校長に就任。
- 1942年：大正大学文学部長に就任。
- 1948年：第11代大正大学長に就任。
- 1949年：大正大学名誉教授に就任。
- 1951年：宝仙学園短期大学教授に就任。

## 註
1. ↑  『大日本人物名鑑』 ルーブル社出版部、1921年　p.120
2. 1 2  小澤修三『修三の旅日記 父の業績を訪ねて』 新出安政、1999年
3. ↑  『大日本人物名鑑』ルーブル社出版部、1921年　p.120
4. 1 2  『東運爾語』大村先生記念文叢刊行会、1955年10月
5. ↑  小澤修三『修三の旅日記　父の業績を訪ねて』 新出安政、1999年

| その他の役職                         | その他の役職                                                            | その他の役職  |
| ------------------------------------ | ----------------------------------------------------------------------- | ------------- |
| 先代 藤田寛随                        | 芝中学校長 1937年 - 1942年                                              | 次代 中島真孝 |
| 先代 私立第五教区宗学教校長 小林瑞浄 | 私立東山中学校長 1912年 - 1916年 私立第五教区宗学教校長 1911年 - 1912年 | 次代 六花真哉 |